# Ercourt
Ercourt é uma comuna francesa na região administrativa de Altos da França, no departamento de Somme. Estende-se por uma área de 4,2 km². Em 2010 a comuna tinha 124 habitantes (densidade: 29,5 hab./km²).